# Joseph Hermann
Joseph Hermann (Brumath, 1er juin 1855 - Reims, 1er décembre 1929, Reims) est un rabbin français, rabbin de Valenciennes (Nord-Pas-de-Calais) puis de Reims (Champagne-Ardenne) où il a une influence importante. Il est le grand-père de Jean-Claude Pecker, professeur au Collège de France et membre de l'Académie des sciences.

## Éléments biographiques
Joseph Hermann est né en 1855 à Brumath (Bas-Rhin).
Il étudie au Séminaire israélite de France (SIF) de 1872 à 1878.

### Rabbin de Valenciennes
La première position rabbinique de Joseph Hermann est à Valenciennes (Nord-Pas-de-Calais). Il y publie un ouvrage sur le temple de Jérusalem en 1882.

### Rabbin de Reims
Après Valenciennes, Joseph Hermann devient rabbin de Reims (Champagne-Ardenne).
Il est aumônier du Lycée de Reims.

## Première Guerre mondiale
Joseph Hermann est aumônier militaire.

### Après la Première Guerre mondiale
Joseph Hermann meurt le 1er décembre 1929.

## Famille
Anne Hermann, veuve du rabbin Joseph Hermann, âgée de 80 ans est sauvée durant la Seconde Guerre mondiale par Ida Barret née Petit, qui est nommée Juste parmi les nations en 2004 par Yad Vashem.
Nelly Hermann, fille du rabbin Joseph Hermann, épouse Victor Pecker. Leur fils Jean-Claude Pecker, le futur professeur au Collège de France et membre de l'Académie des sciences, naît chez ses grands-parents Hermann à Reims. Victor Pecker et Nelly Pecker sont déportés à Auschwitz en mai 1944, où ils meurent.